# کاراکت
کاراکت (به انگلیسی: Caraquet) یک منطقهٔ مسکونی در کانادا است که در گلاوستر واقع شده‌است. کاراکت ۶۸٫۲۶ کیلومتر مربع مساحت و ۴٬۱۶۹ نفر جمعیت دارد.